# Tepenec
Tepenec (dříve též Karlsburg či Twingenberg) je zřícenina hradu asi 2,5 km jihozápadně od obce Jívová. Byl označován jako Tepenec podle hory, na které byl vystavěn. Od roku 1964 je chráněn jako kulturní památka. Do dnešního dne na ploše hradu proběhlo již 10 archeologických výzkumů mezi léty 1968–2020.

## Historie
První písemná zmínka o hradě pochází z 29. června 1340 a nachází se v listině, v níž markrabě Karel vymezil území odkoupené od olomouckého biskupství: horu Tepenec a údolí k ní přiléhající. Hrad byl postaven na trase zvané Jívovská cesta, jedné z mnoha cest nacházejících se v koridoru Jantarové stezky, která spojovala Baltské moře s Jadranem.
Roku 1349 Tepenec přešel do rukou markraběte Jana Jindřicha. Roku 1375 ho zdědil syn Jan Soběslav. Po jeho smrti v roce 1380 se majetek stal předmětem sporu mezi Janovými bratry Joštem a Prokopem. Následující písemné zmínky o hradě se vztahují k bojům mezi bratry za moravských markraběcích válek. Z těchto období jsou známi tři purkrabí, Svatobor Ganzar z Domašova, Unka z Majetína a Jindřich z Nevojic. Po markraběcích válkách zůstal hrad pobořený a pustý.
Zřícenina hradního jádra byla zničena koncem šedesátých let 20. století těžbou kamene.